# Chałupki
Chałupki (česky historicky Annaberk, německy Annaberg, do roku 1823 Preussisch Oderberg neboli Pruský Bohumín) jsou vesnice v jižním Polsku ve Slezském vojvodství v okrese Ratiboř ve gmině Křižanovice. Leží na historickém území Horního Slezska přímo u českých hranic na protějším břehu Odry než je město Bohumín. Vlastně se jedná o severní část Bohumína, která byla odtržena v důsledku rozdělení Slezska mezi Habsburskou monarchii a Prusko v roce 1742. V obci se nachází významné vlakové nádraží, dva hraniční přechody a zámek, který byl v minulosti sídlem bohumínského panství. V roce 2015 zde žilo 1 656 obyvatel.

## Dějiny
Počátky dnešních Chałupek jsou spjaty s tvrzí postavenou naproti Starému Bohumínu v období vrcholného středověku. Poprvé se zmiňuje pod názvem Barutswerde v roce 1372 nebo 1373 v listině ratibořského knížete Jana I., podle některých zdrojů však vznikla již někdy mezi lety 1248 až 1282. Později již jako Schloss Oderberg (hrad Bohumín) se stala centrem bohumínského panství. To v letech 1523–1623 patřilo Hohenzollernům a potom až do roku 1803 (alespoň co se týče severní části) Henckelům z Donnersmarku. Za vlády těch druhých proběhla na sklonku 17. století přestavba hradu na barokní rezidenci.
V důsledku rozdělení Slezska na základě Berlínského míru z roku 1742 došlo také k rozdělení bohuminského panství a samotného Bohumína. Vlastní město na pravém břehu Odry zůstalo v hranicích Habsburské monarchie, kdežto levobřežní zámek a související zástavba se ocitly na území Pruska. Od té doby se jim říkalo Preussisch Oderberg, česky Pruský Bohumín. Název obce Annaberg byl ustanoven v roce 1823 a původně se vztahoval především k seskupení domů pro služebnictvo východně od zámku – dnešní Stare Chałupki. Tyto domy dala postavit hraběnka Anna Marie Henckelová z Donnersmarku. Ještě na mapách z druhé poloviny 19. století se objevují vedle sebe Oderberg a Annaberg, stejně tak topografická příručka Felixe Triesta z roku 1865 popisuje zvlášť statek Oderberg a obec Annaberg. Po rychlém vystřídání několika různých majitelů v první polovině 19. století se zámek a panství staly v roce 1846 majetkem Salomona Mayera Rothschilda a v rukou této židovské rodiny pak zůstaly až do roku 1936.
Novou kapitolu v dějinách obce otevírá výstavba Vilémovy dráhy z Kandřína do Nového Bohumína, která propojila rakouskou i pruskou železniční síť a v té době byla součástí nejkratšího spojení mezi Vídní a Berlínem. 1. května 1847 bylo v Annaberku otevřeno velké hraniční nádraží, celá trať pak byla dokončena v roce 1848. Díky železnici vznikly ve vesnici průmyslové podniky (cukrovar, lihovar, cihelna) a počet obyvatel se začal postupně zvyšovat: ze 164 v roce 1843 na 558 v roce 1871. V roce 1899 spojil Annaberk a Starý Bohumín nový Jubilejní most císaře Františka Josefa.

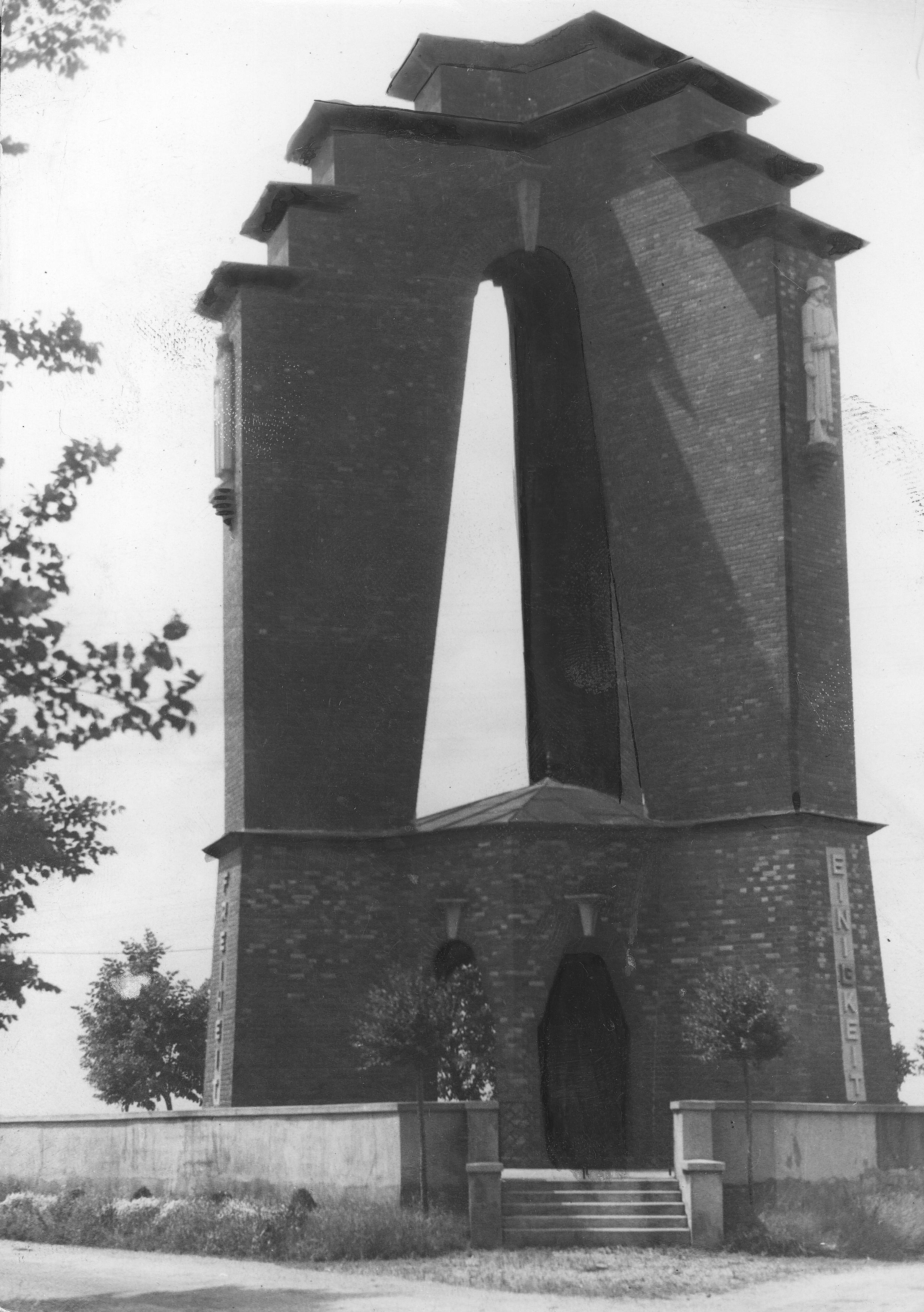
Památník tří států v roce 1940

Etnicky smíšená oblast jižního Ratibořska se po první světové válce stala předmětem územních nároků Polska a Československa. Samotný Annaberk zůstal nadále součástí německého státu (v hornoslezském plebiscitu se pro to vyslovilo 86 % obyvatel), ale již sousední Šilheřovice byly v rámci Hlučínska začleněny do Československa, zatímco na soutoku Odry a Olše u nedaleké obce Olza vzniklo nové německo-československo-polské trojmezí. V roce 1929 byl na hlavní křižovatce vztyčen pomník padlých za první světové války, též nazývaný Památník tří států (Drei-Länder-Kriegerdenkmal) v podobě tří pilířů s alegoriemi Jednoty, Práva a Svobody (viz německá hymna) hledícími ve směru jednotlivých zemí. Existoval do roku 1969, v současnosti se na stejném místě nachází miniaturní replika
V meziválečném období se obec dále rozvíjela. V blízkosti nádraží bylo postaveno nové sídliště řadových domků pro železniční zaměstnance. Počet obyvatel dosáhl 1 050 v roce 1937 oproti 581 v roce 1924. V letech 1939–1945 byl Annaberk administrativně sloučen s Rudyšvaldem (Ruderswald).
30. dubna 1945 sem vkročila Rudá armáda a na základě jaltských ujednání i Postupimské dohody byla vesnice spolu s většinou německého Slezska připojena k Polsku. Předcházel tomu tzv. Ratibořský incident, kdy mezi 10. až 14. června 1945 ovládly celou oblast československé jednotky, budoucí příslušnost Ratibořska totiž nebyla v té době ještě zcela jistá a došlo k nedorozumění na straně sovětského vojenského vedení. Polský název Chałupki, který se zřídka používal v tisku a na mapách od konce 19. století, byl oficiálně zaveden v listopadu 1946. Odsunutou část obyvatelstva nahradili přistěhovalci z polského vnitrozemí, zejména železničáři a příslušníci pohraniční stráže či celní správy, nicméně vesnice si v zásadě uchovala svůj slezský etnický ráz a dodnes se zde běžně používá tradiční slezské nářečí.
19. ledna 2007 byl otevřen nový silniční most přes Odru, čímž vznikl druhý hraniční přechod (Nowe Chałupki) přímo napojený na českou dálnici D1. V prosinci 2007 byly hraniční kontroly díky vstupu Polska a České republiky do Schengenského prostoru zrušeny.

## Pamětihodnosti
- Zámek Chałupki – někdejší sídlo bohumínského panství, přestavěný do podoby barokní rezidence kolem roku 1682 za vlády Eliáše Ondřeje Henckela z Donnersmarku, dále upravován v 18. a 19. století, naposledy v roce 1907, kdy patřil Rothschildům; v současnosti slouží jako hotel a restaurace; je obklopen malým krajinným parkem
- Výpravní budova nádraží Chałupki z roku 1847
- Železničářské sídliště z meziválečného období (ulice Powstańców Śląskich, Długa, Plac Warszawski)
- Most mezi Chałupkami a Starým Bohumínem – Jubilejní most císaře Františka Josefa z roku 1899 o délce 142 m
- Bývalý pohraniční hostinec – novorenesanční budova z druhé poloviny 19. století u mostu
- Novodobý Památník tří států na kruhovém objezdu Rondo Trzech Narodów v centru obce – původní větší pomník (Památník tří států) byl vztyčen na počest vojáků padlých za první světové války a zároveň jako připomínka tehdejší polohy německého Annaberku vklíněného mezi československé a polské území; existoval do roku 1969, kdy byl stržen z ideologických důvodů; novodobý památník byl odhalen na stejném místě v roce 2007; na třech pilířích jsou umístěna slova z úvodu německé státni hymny: Jednota, Právo a Svoboda;
- Přírodní památka Hraniční meandry Odry

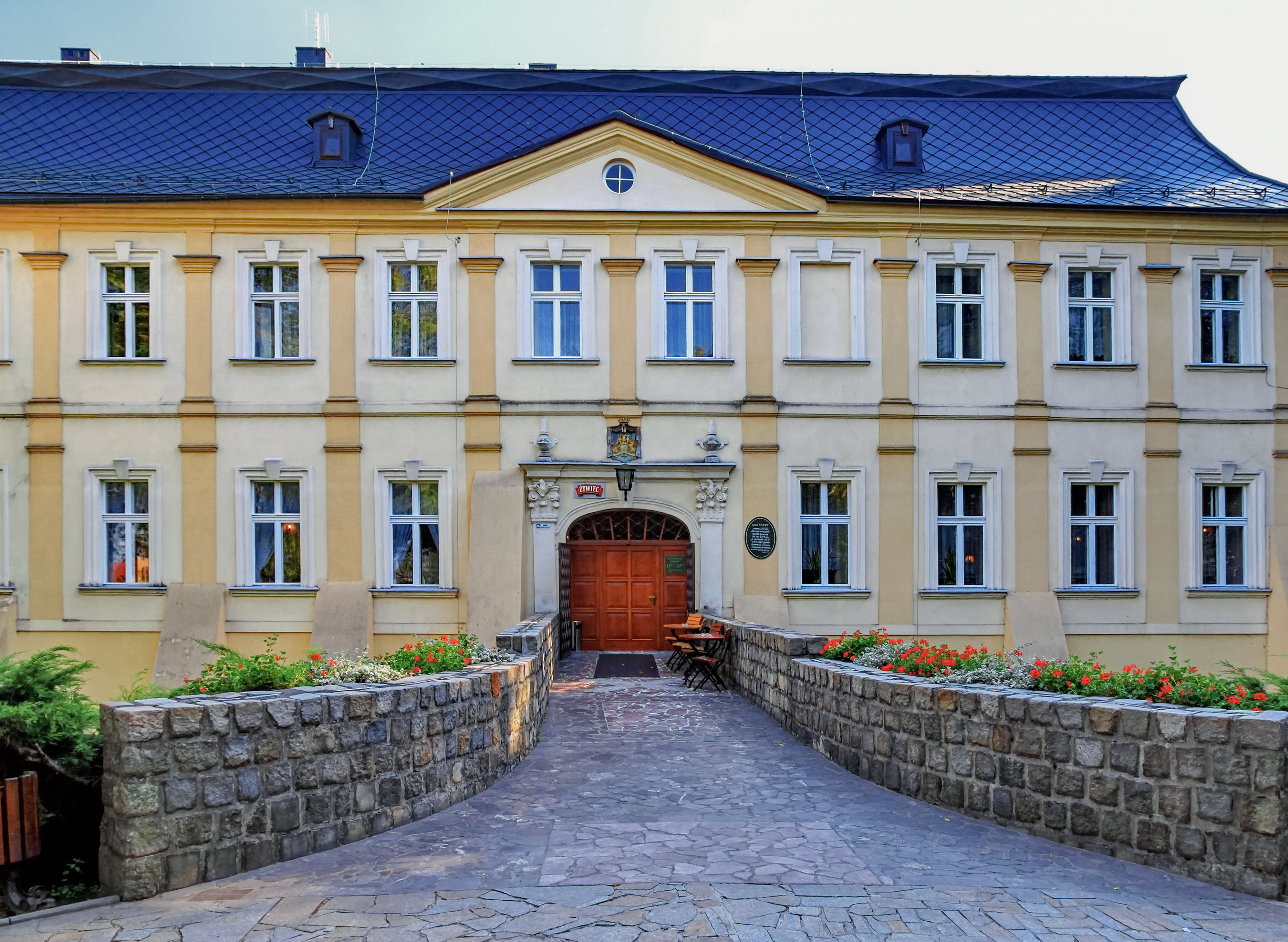
Zámek
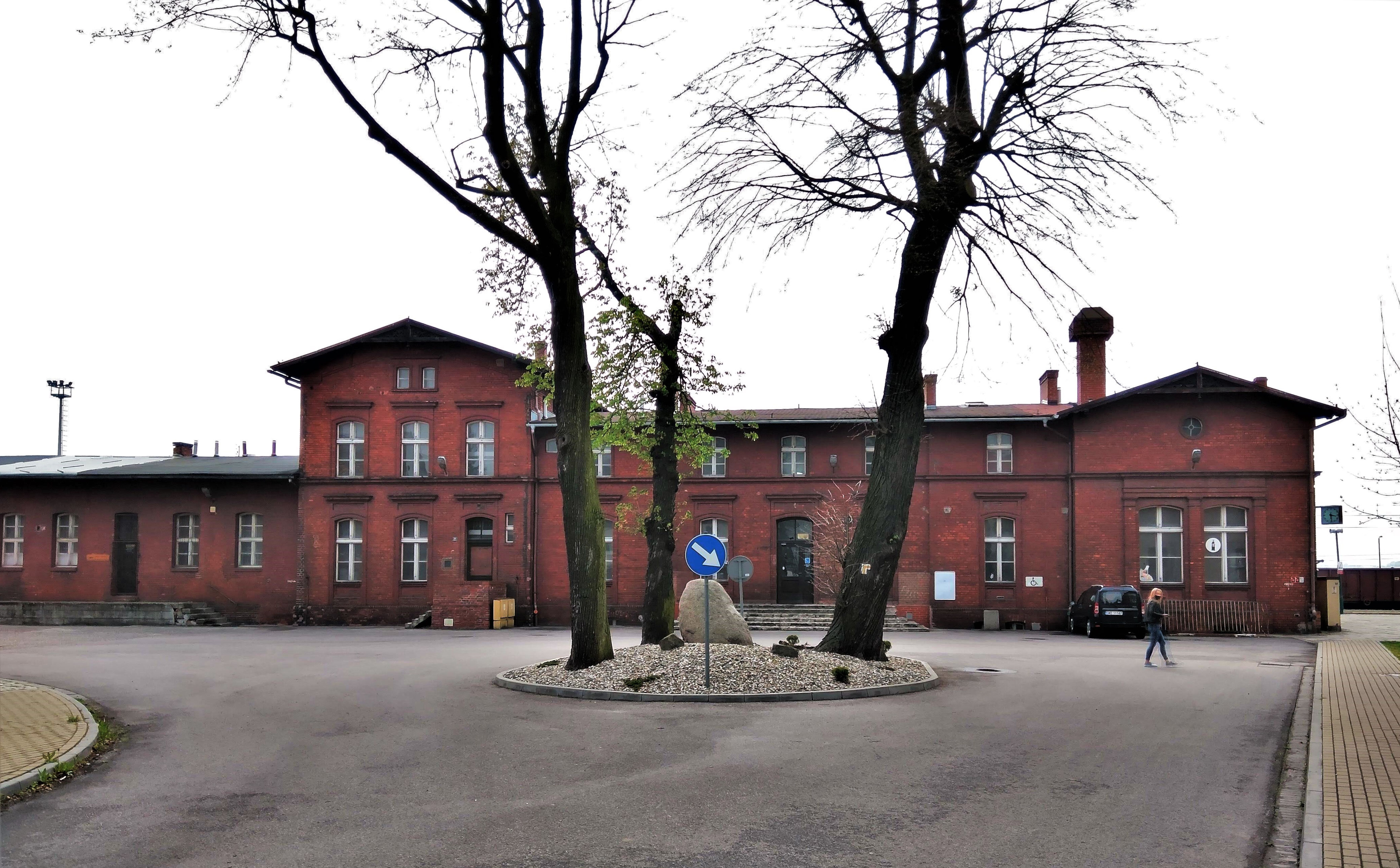
Nádraží
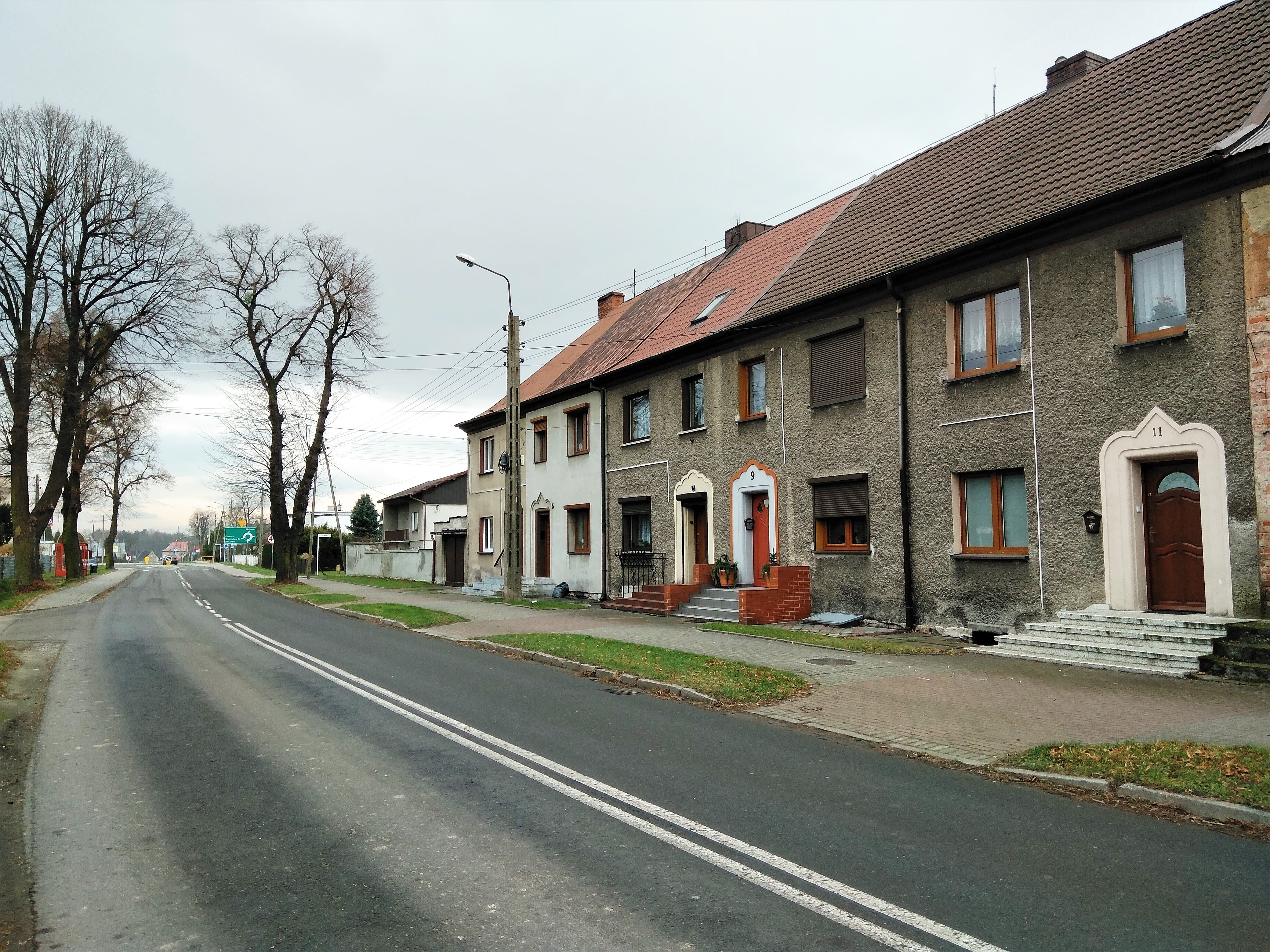
Meziválečná zástavba v ulici Długa
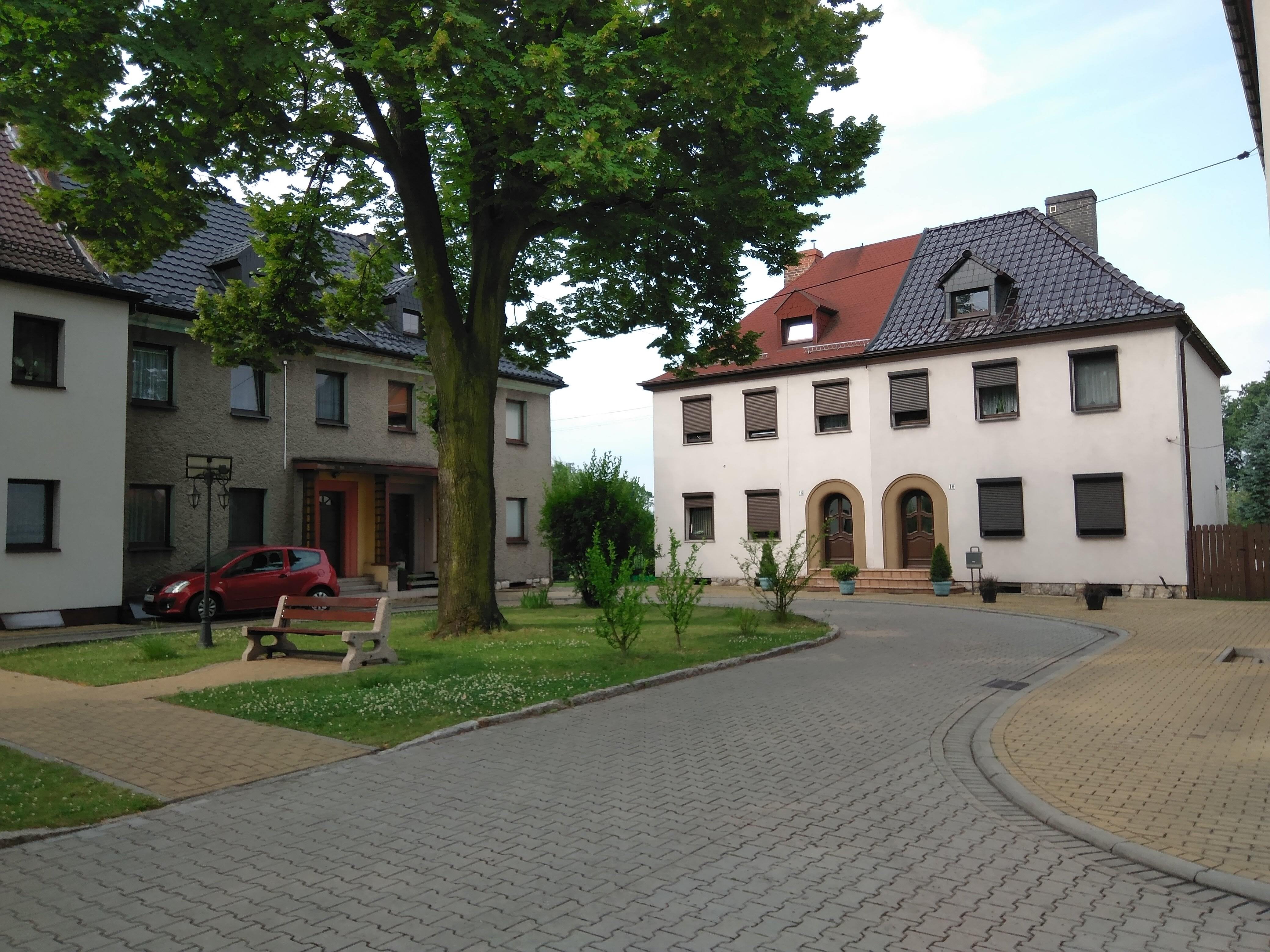
Meziválečná zástavba v ulici Plac Warszawski
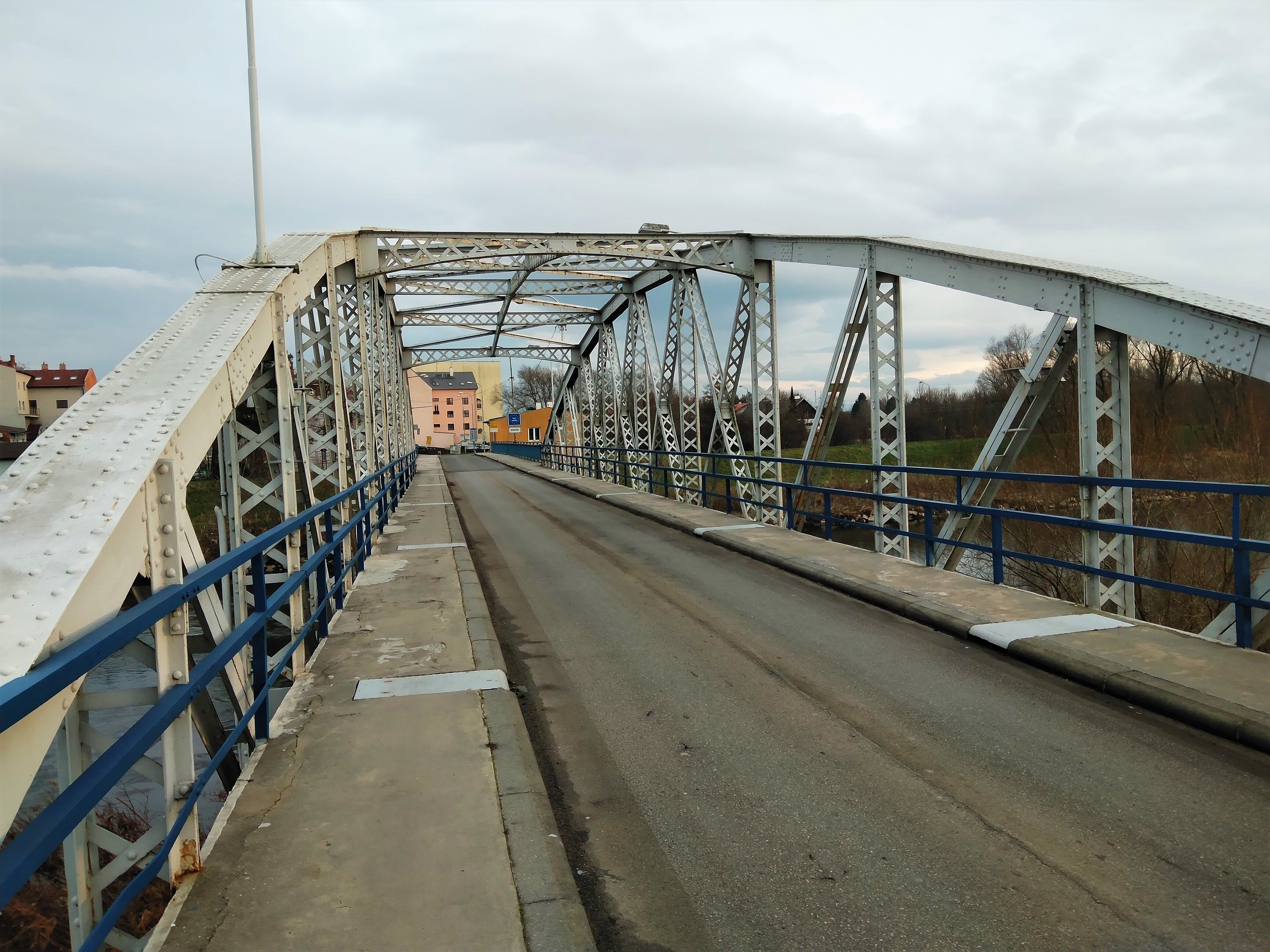
Jubilejní most
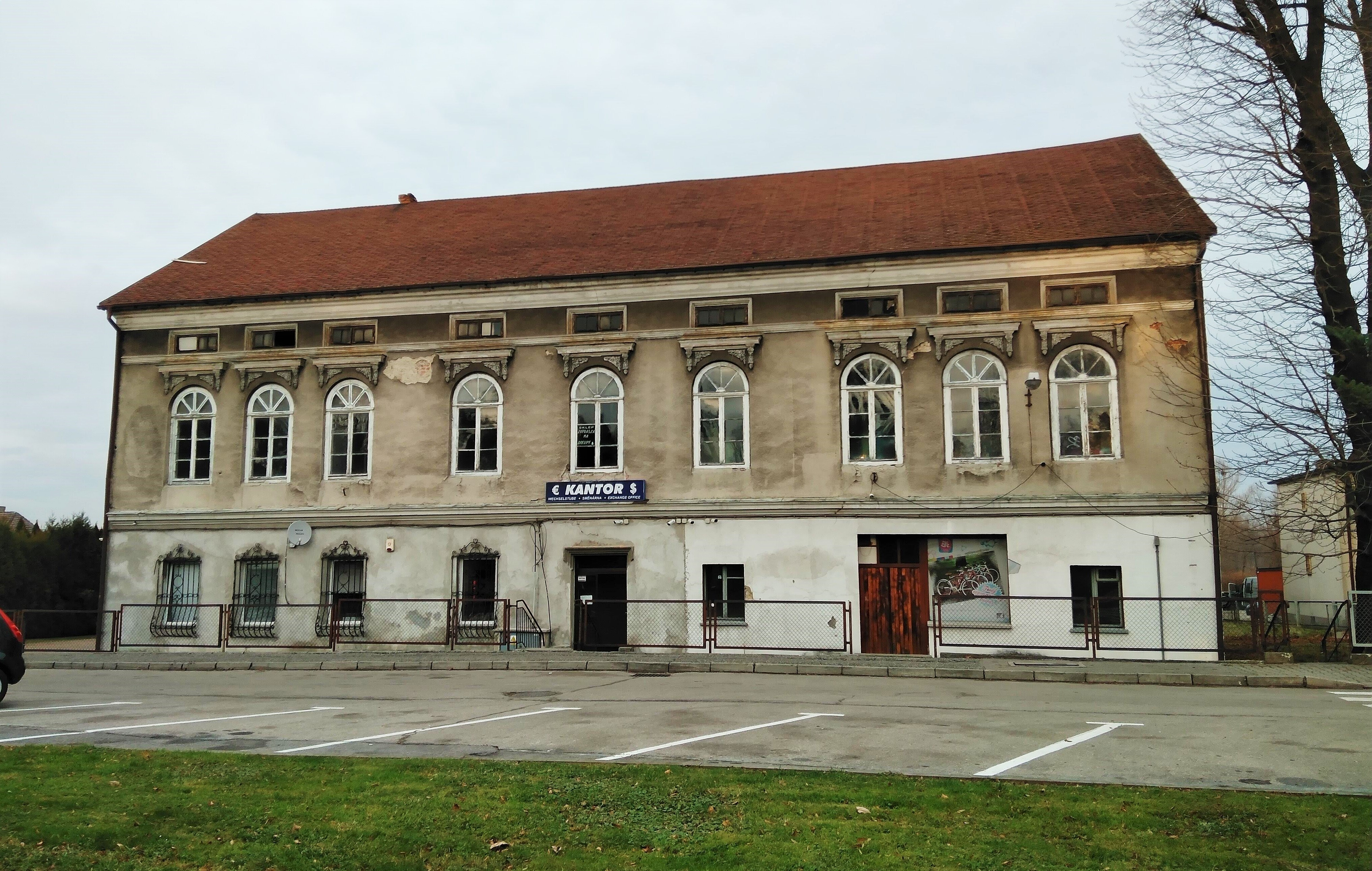
Bývalý pohraniční hostinec
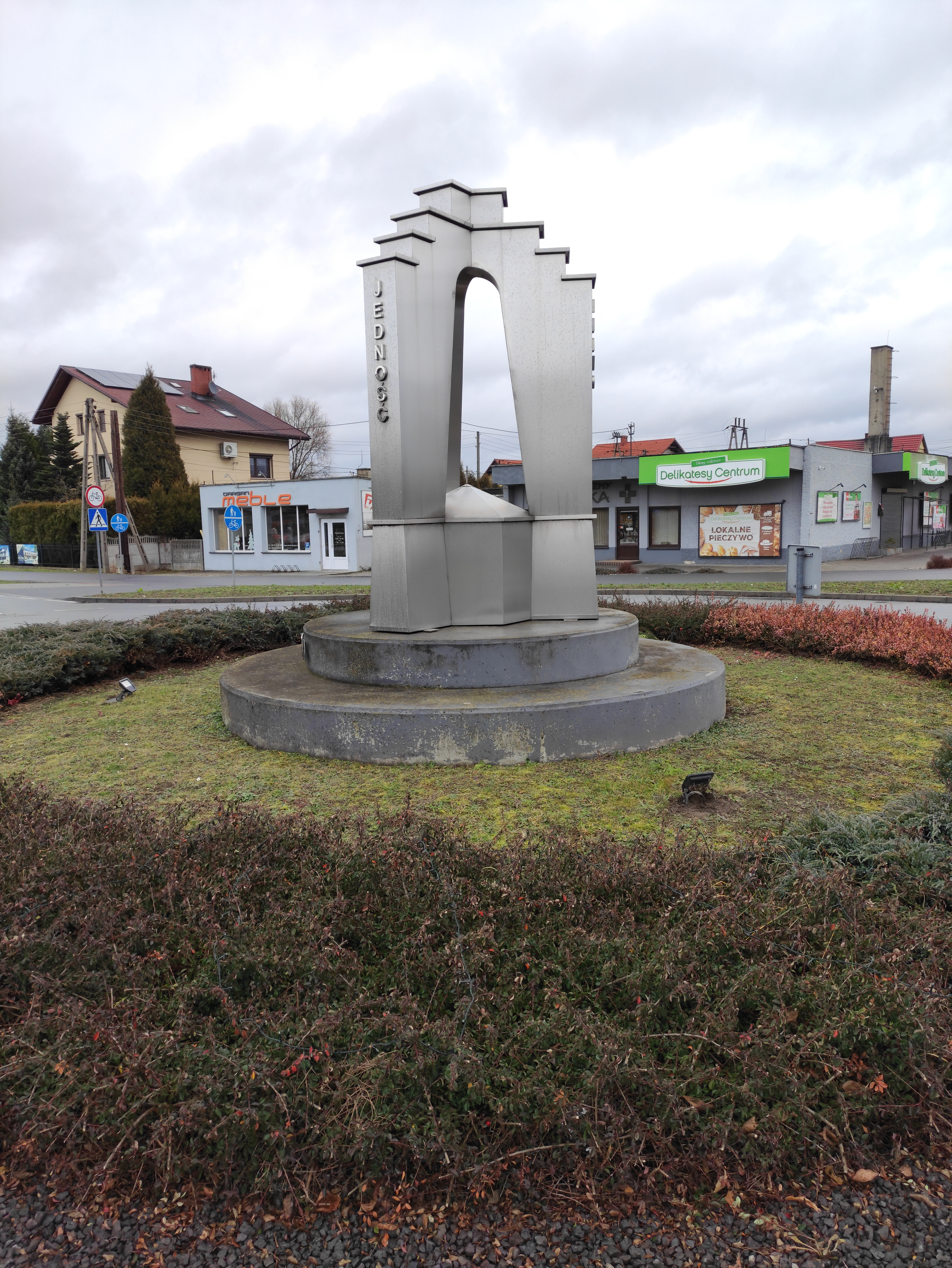
Novodobý Památník tří států
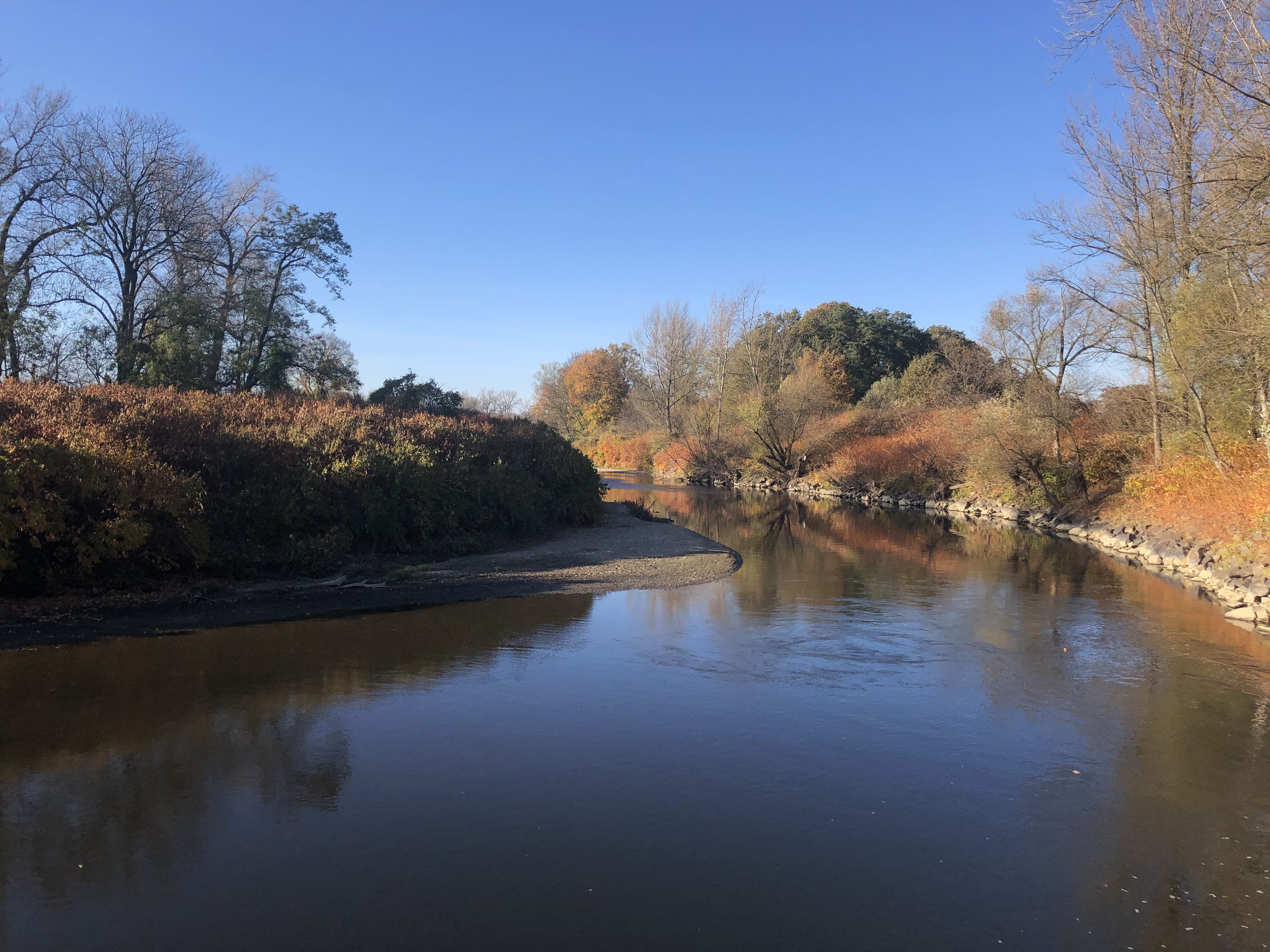
Hraniční meandry Odry

## Doprava

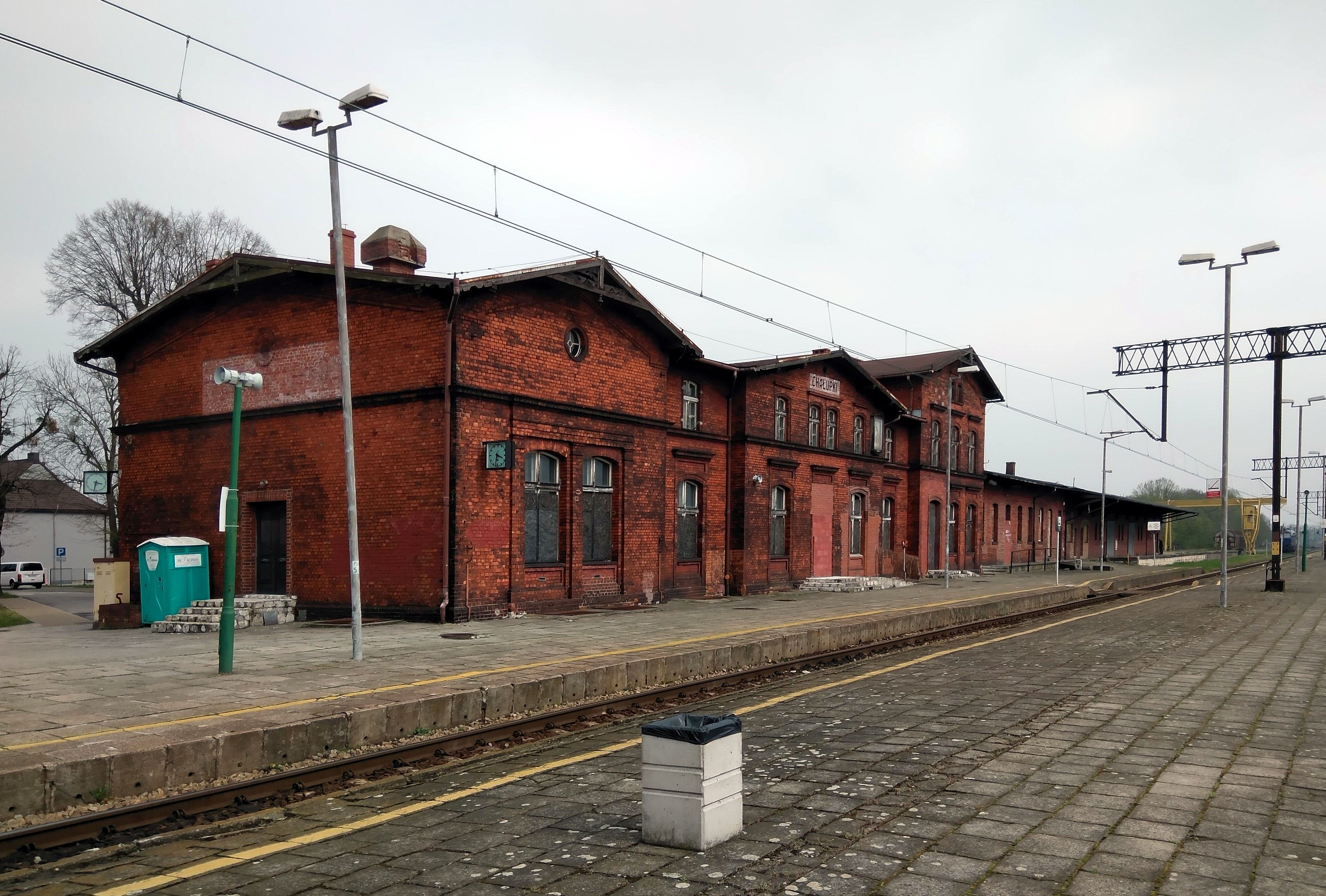
Nádraží

Nádraží Chałupki patří se svými dohromady 39 kolejemi k rozlehlejším ve Slezsku. Má význam zejména pro nákladní dopravu, v roce 2015 tudy přes česko-polskou hranici projelo denně kolem 40 nákladních vlaků. V osobní dopravě obsluhuje méně než tři stovky cestujících za den (údaje z roku 2017), ale vzhledem k tomu, že se jedná o první/poslední stanici na území Polska na velmi frekventované magistrále, zastavuje zde řada mezinárodních rychlíků. V jízdním řádu 2020/2021 měly Chałupki přímé spojení mj. s Vídní, Prahou, Varšavou, Berlínem, Budapeští a běloruským Brestem. Jezdí odsud také osobní vlaky společnosti Koleje Śląskie (Slezské dráhy) do Bohumína, Ratiboře a do Katovic přes Rybnik.

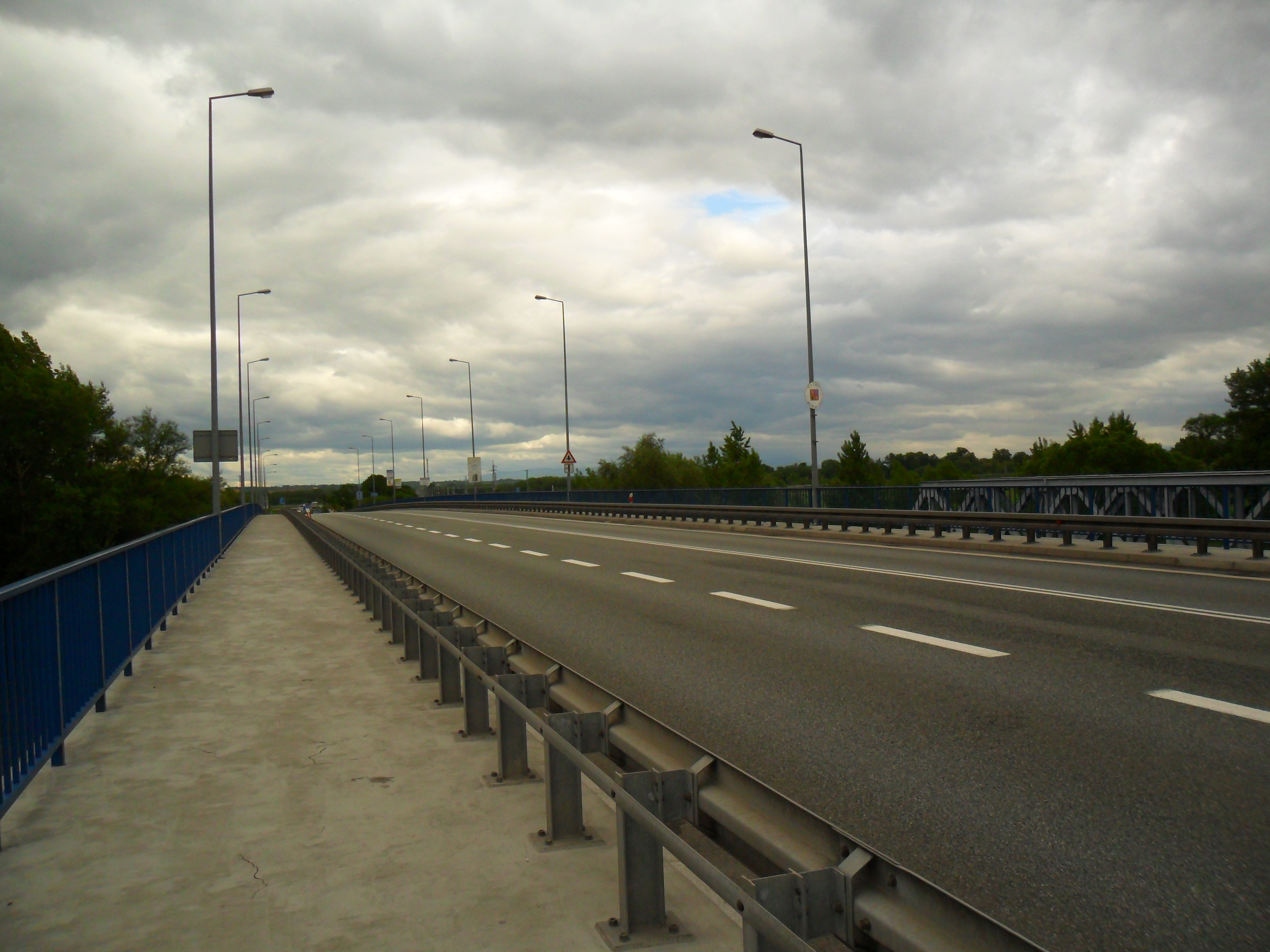
Hraniční přechod Nowe Chałupki

Regionální autobusovou dopravu na území Polska zajišťuje dopravní podnik PKS Racibórz, autobusové stanoviště se nachází vedle hlavní křižovatky u zámku a starého hraničního přechodu. Přeshraniční linky nejsou provozovány, nicméně zastávky Bohumín,Starý Bohumín,nám.Svobody,  Šilheřovice,Paseky a Šilheřovice,Ricka, kam dojíždějí autobusy z Ostravy, se nacházejí v blízkosti státní hranice. Příměstská linka ODIS č. 293, která spojuje Bohumín a Hlučín, projíždí územím Chałupek bez zastavení.
Hraniční přechod Nowe Chałupki je začátkem národní silnice (droga krajowa) č. 78, která vede směrem k Rybniku, katovické konurbaci a vnitrozemí Polska. Pouhý kilometr dále na české straně je prostřednictvím silnice I/67 napojena na dálnici D1.